# Jody Watley
Jody Watley, nascida Jody Vanessa Watley, (30 de janeiro de 1959, Chicago, Illinois) é uma cantora, compositora e produtora norte-americana, vencedora do Grammy Award para Artista Revelação de 1988. Sua música mistura gêneros como pop, R&B, jazz, dance e soul.Ela é mais conhecida por ter sido cantora do grupo R&B/funk Shalamar durante a década de 1980.

## Biografia
Durante a década de 1970, Jody Watley fez parte do grupo de dança do programa de variedades musicais Soul Train. Em 1977, ela foi recrutada pelo agente Dick Griffey, que montou o grupo Shalamar. Jody conquistou o Grammy Award para Artista Revelação e foi indicada a outros dois; o de Melhor Performance Vocal de R&B por um Dueto ou Grupo e de Melhor performance vocal feminina de R&B.

## Discografia
- 1987 : Jody Watley (MCA)
- 1989 : Larger Than Life (MCA) (inclut Friends en duo avec Eric B. & Rakim)
- 1990 : You Wanna Dance with Me? (MCA)
- 1991 : Affairs of the Heart (MCA)
- 1993 : Intimacy (MCA)
- 1995 : Affection (Avitone)
- 1996 : Greatest Hits (MCA)
- 1998 : Flower (Atlantic)
- 1999 : The Saturday Night Experience (Avitone/Universal Japan)
- 2000 : 20th Century Masters - The Jody Watley Millennium Collection (MCA)
- 2002 : Midnight Lounge (Avitone)
- 2006 : The Makeover (Avitone)